# Simplicia ryukyuensis
Simplicia ryukyuensis är en fjärilsart som beskrevs av Shigero Sugi 1965. Simplicia ryukyuensis ingår i släktet Simplicia och familjen nattflyn. Inga underarter finns listade i Catalogue of Life.